# Brušperk
Brušperk är en stad i Tjeckien. Den ligger i den östra delen av landet, 280 km öster om huvudstaden Prag. Brušperk ligger 246 meter över havet och antalet invånare är 3 620.
Terrängen runt Brušperk är platt åt nordväst, men åt sydost är den kuperad. Runt Brušperk är det tätbefolkat, med 659 invånare per kvadratkilometer. Närmaste större samhälle är Ostrava, 15,5 km norr om Brušperk. Trakten runt Brušperk består till största delen av jordbruksmark.